# Constitució corsa
La Constitució corsa, votada pels representants corsos el novembre de 1755 a la Cunsulta de Corti, és sovint considerada com la primera constitució del món modern, encara que relativament desconeguda, eclipsada per la Constitució dels Estats Units de 1787 (en la qual s'inspirà), encara en vigor.
Iniciada per Pascal Paoli, es beneficià de les reflexions de Jean-Jacques Rousseau, a qui Paoli havia demanat la redacció del document. Tanmateix, la seva redacció no es corresponia amb la realitat interior de l'illa i deixà d'estar en vigor quan la República de Còrsega fou abolida després de la batalla de Ponte Novu.
Havia estat precedida per la Primera constitució corsa, votada al Cunventu Sant'Antone de Casabianca el 30 de gener de 1735 quan s'havia proclamat per primer cop la independència corsa. Es va aprovar una segona constitució corsa el 1794 de curta duració durant el Regne Anglo-Cors (1794–96) i va introduir el sufragi censitari.